# Christiane Harzendorf
Christiane Harzendorf (* 28. Dezember 1967 in Borna) ist eine ehemalige  Ruderin aus der Deutschen Demokratischen Republik, die ab 1991 in der deutschen Nationalmannschaft ruderte.
Harzendorf begann ihre Karriere beim SC DHfK Leipzig. 1989 wurde sie im Vierer ohne Steuerfrau zusammen mit Heike Winkler, Annegret Strauch und Ute Wagner DDR-Meisterin. Bei der Weltmeisterschaft in Bled saß Ina Justh für Winkler im Boot, Harzenberg, Justh, Strauch und Wagner gewannen den Titel vor den Booten aus China und Rumänien. 1990 wechselte sie mit Strauch und Wagner in den Achter und gewann die letzte DDR-Meisterschaft in dieser Bootsklasse. Der letzte große Auftritt der DDR-Rudernationalmannschaft war die Weltmeisterschaft 1990 in Tasmanien, hier gewann der DDR-Achter die Bronzemedaille.
1991 wechselte Harzendorf zum Ruderverein Saarbrücken. Obwohl sie bei der deutschen Meisterschaft nur den zweiten Platz belegt hatte, gehörte sie zum deutschen Achter bei der Weltmeisterschaft in Wien, das Boot belegte den fünften Platz. Von 1992 bis 1994 gewann Harzendorf drei deutsche Meistertitel mit dem Achter. Bei den Olympischen Spielen 1992 in Barcelona gewann der deutsche Achter in der Besetzung Annegret Strauch, Sylvia Dördelmann, Cerstin Petersmann, Kathrin Haacker, Dana Pyritz, Christiane Harzendorf, Ute Wagner, Judith Zeidler mit Steuerfrau Daniela Neunast die Bronzemedaille. Ebenfalls Bronze gewann Harzendorf mit dem Achter bei der Weltmeisterschaft 1993.
Für den Gewinn der Bronzemedaille 1992 erhielt sie – zusammen mit der Achter-Crew – am 23. Juni 1993 das Silberne Lorbeerblatt.